# Joren Bloem
Joren Bloem, né le 21 décembre 1999 à Brummen, est un coureur cycliste néerlandais. Il est membre de l'équipe TDT-Unibet.

## Biographie
Entre 2018 et 2021, Joren Bloem évolue au sein du club Sensa-Kanjers voor Kanjers. Durant cette période, il brille sur diverses éditions de la Carpathian Couriers Race. Il finit également cinquième d'une édition du championnat des Pays-Bas sur route dans la catégorie espoir (moins de 23 ans),. 
En 2022, il intègre l'équipe continentale À Bloc CT. Bon routier-sprinteur, il se classe notamment deuxième d'une étape du Tour de Roumanie, troisième de l'Olympia's Tour et du Tour d'Overijssel, ou encore cinquième du Tour de Drenthe. Il obtient également diverses places d'honneur sur des étapes de la Ronde de l'Oise.
Pour la saison 2023, il intègre la nouvelle formation TDT-Unibet, montée à l'iniatiative de Bas Tietema. Il se distingue au milieu des professionnels en terminant quatrième du contre-la-montre du Sibiu Cycling Tour, huitième du ZLM Tour et neuvième de la Van Merksteijn Fences Classic.

## Palmarès et résultats

### Palmarès par année
- 2022
  - 3e du GP Justiniano Hotels
  - 3e de l'Olympia's Tour
  - 3e du Tour d'Overijssel

### Classements mondiaux
| Année                                 | 2019  | 2020 | 2021  | 2022 | 2023 | 2024  |
| ------------------------------------- | ----- | ---- | ----- | ---- | ---- | ----- |
| Classement mondial                    | 2652e | nc   | 1422e | 404e | 656e | 1397e |
| UCI Europe Tour                       | 1663e | nc   | 1012e | 324e | nc   | nc    |
|                                       |       |      |       |      |      |       |
| Légende : nc = non classéSource : UCI |       |      |       |      |      |       |